# Kamień (Morawiany)
Kamień – część wsi Morawiany w Polsce położona w województwie świętokrzyskim, w powiecie kazimierskim, w gminie Bejsce.
W latach 1975–1998 miejscowość administracyjnie należała do województwa kieleckiego